# Giuseppe Guarneri del Gesu

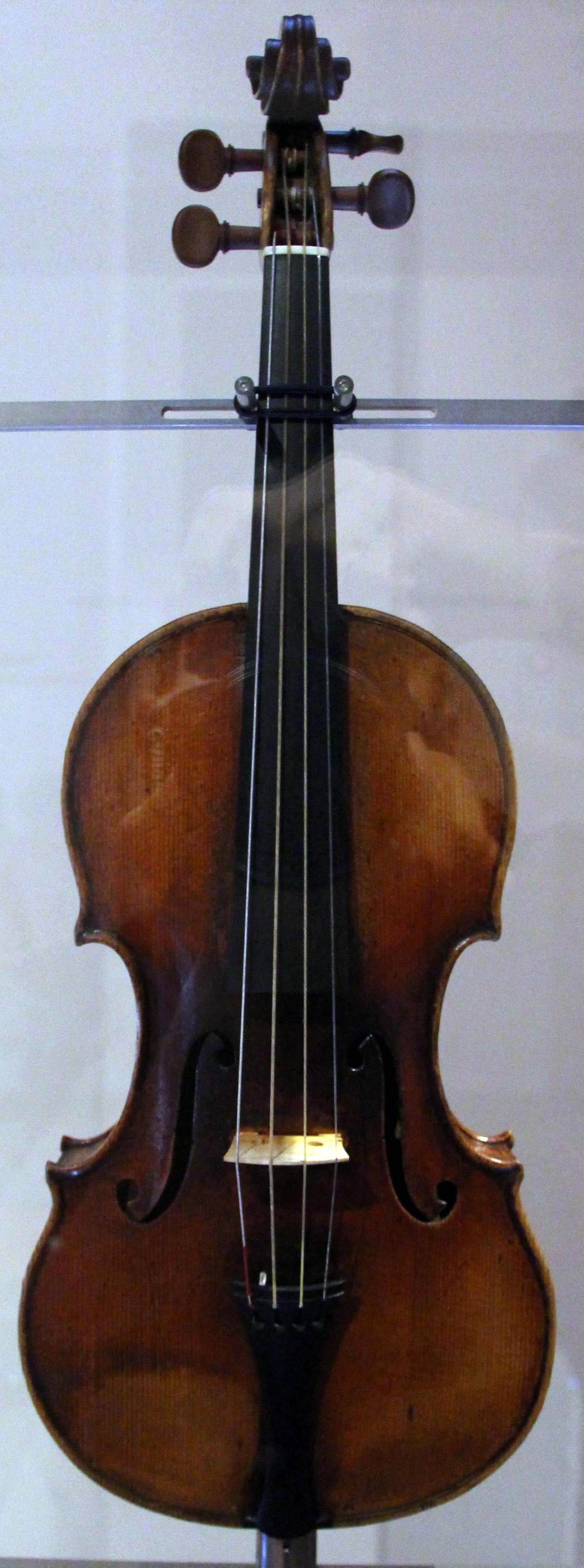
Vioara Il Cannone

Giuseppe Guarneri del Gesù (n. 21 august 1698, Cremona, Lombardia, Italia – d. 17 octombrie 1744, Cremona, Lombardia, Italia) este singurul lutier a cărui instrumente rivalizează cu cele ale mult mai celebrului Antonio Stradivari.